# Jobs van Laar
Johanna Maria (Jobs) van Laar (Amsterdam, 20 december 1894 - Bloemendaal, 11 augustus 1971) was een koerierster voor het Nederlands verzet in de Tweede Wereldoorlog.
Van Laar ging naar de meisjes-HBS in Amsterdam en bezocht daarna een handelsschool. Ze werkte vijf jaar op een effectenkantoor. Later werkte ze 33 jaar als administratrice op de MTS aan de Verspronckweg in Haarlem. p.101 Op 22 mei 1943 vond daar een incident plaats dat door een getuige is vastgelegd. Nadat in de Haarlemsche Courant een bericht had gestaan over de executie van zes verzetsmensen, informeerde een leraar naar Piet Huurman, een oud-leerling. Hij bleek een van de geëxecuteerde verzetsmensen te zijn. De leraar droeg Van Laar op, zijn registratiekaart aan te vullen met "Overleden" en de overlijdensdatum. Zij schreef echter op de kaart "Doodgeschoten door de Duitse Wehrmacht". Op de woedende reactie van de leraar antwoordde ze: "Ieder dient zijn vaderland op zijn manier".
Op 13 december 1943 werd Van Laar opgepakt door de Grüne Polizei, op verdenking van 'verdacht te horen bij een illegale partij' en het verspreiden van illegale bladen. Wat van de periode na haar arrestatie bekend is, komt grotendeels uit de memoires van Kiky Heinsius, een van haar kamergenoten in München. Van Laar werd overgebracht naar Kamp Vught, waar zij werd tewerkgesteld in het Michelincommando in Den Bosch. Zij was hier enige tijd 'blokoudste' en onder andere verantwoordelijk voor de rust en orde onder de gevangenen. Volgens Kiky Heinsius was zij hun steun en toeverlaat. Nadat er kort na elkaar een aantal vluchtpogingen was ondernomen, werd Van Laar uit haar functie ontheven. p.101
Op 6 september 1944 werd Van Laar gedeporteerd naar concentratiekamp Ravensbrück, waar zij zand moest scheppen voor de aanleg van een weg boven het kamp. Half oktober 1944 werd zij met 250 andere vrouwen overgeplaatst naar een buitenkamp van Dachau in München-Giesing. Zij werden daar tewerkgesteld in de fabriek van Agfa Kamerawerke, als onderdeel van het zogenaamde Agfacommando. p.101 In München kampte Van Laar een paar weken lang met een zware geestelijke inzinking, een periode waarin ze bijna geen woord sprak en het haast onmogelijk was haar een beetje op te vrolijken. p.291
Om het Amerikaanse leger voor te blijven, werden de gevangenen op 27 april 1945 geëvacueerd. Ruim vijfhonderd vrouwen vertrokken op een dodenmars naar het zuiden. In Wolfratshausen werden zij op 1 mei door de Amerikanen bevrijd.
Na de bevrijding keerde Van Laar terug in haar vroegere functie op de MTS. In 1949 kreeg ze de eremedaille verbonden aan de Orde van Oranje-Nassau voor haar verdiensten tijdens de oorlog, mede voor de school. In 1959 ging zij met pensioen en werd ze benoemd tot erebegunstiger van het leerlingencorps van de school. De MTS werd na de oorlog een HTS. Rond 1970 is deze verhuisd naar de Veldzichtlaan.
Van Laar overleed op 76-jarige leeftijd. Voor zover bekend bleef zij ongehuwd; haar overlijdensadvertentie is ondertekend door haar zus en tante. Ze werd gecremeerd op Westerveld.

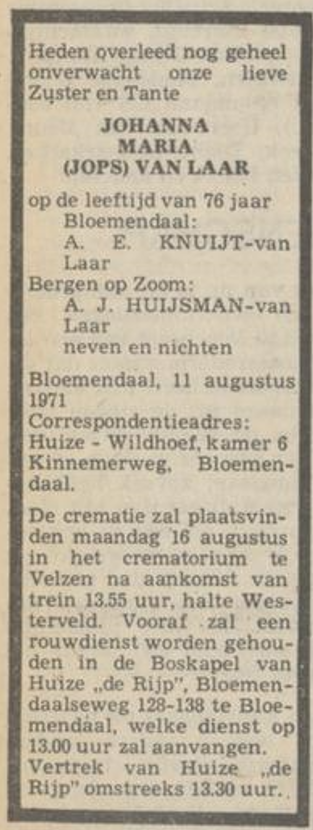
Rouwadvertentie Jobs van Laar

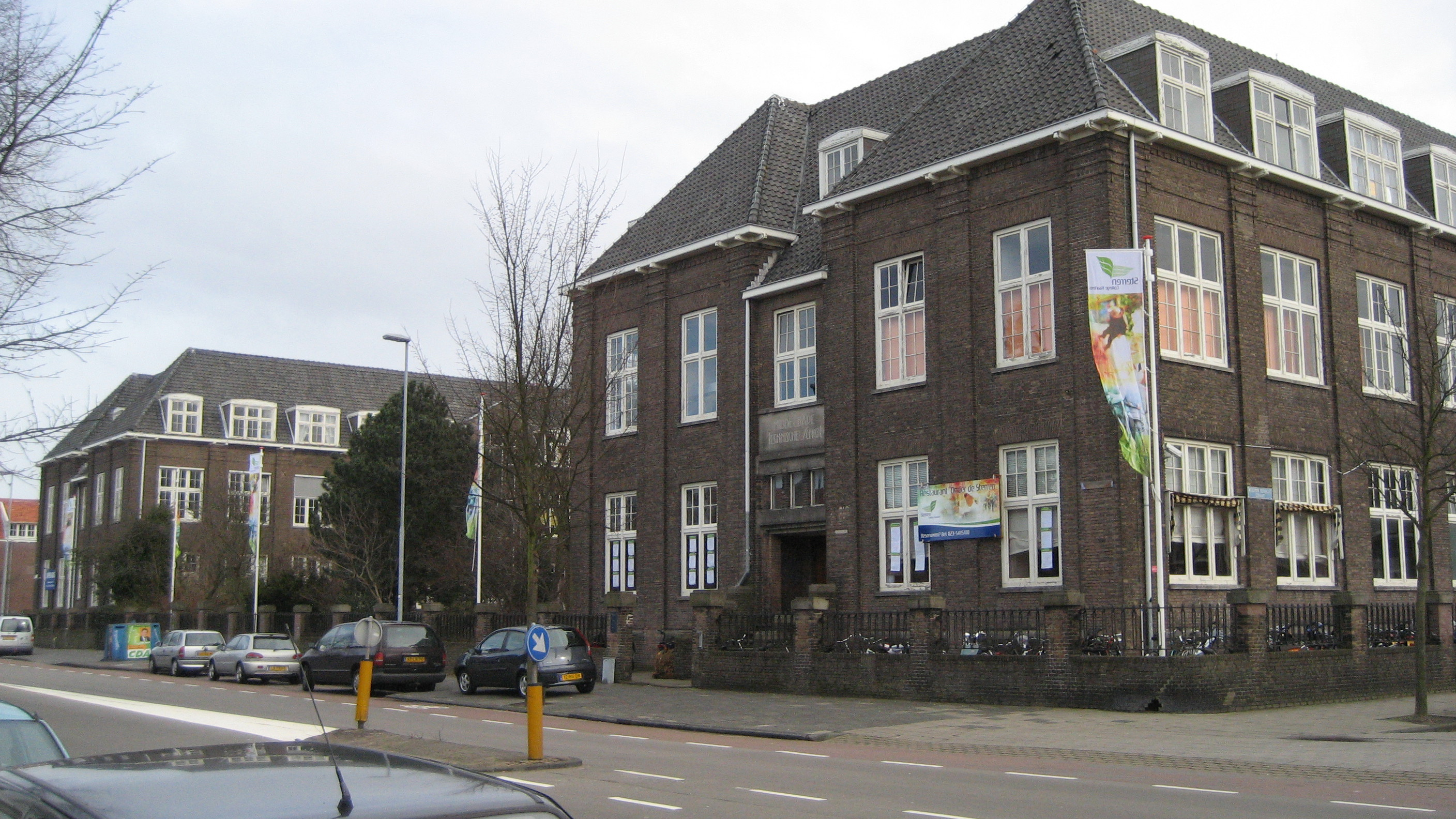
Het oude schoolgebouw in Haarlem
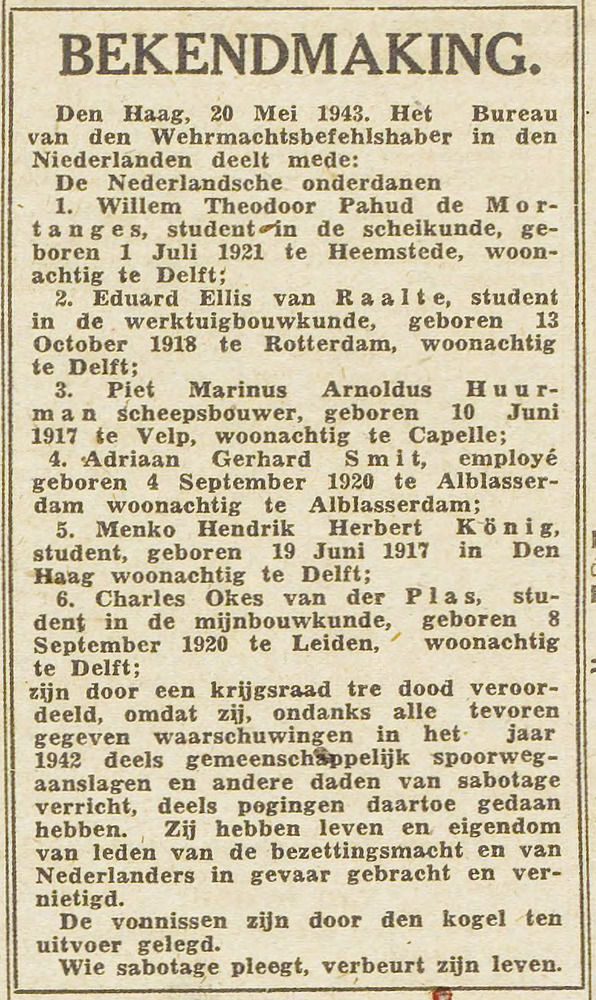
Krantenbericht van 20 mei 1943